# Caladenia cucullata
Caladenia cucullata é uma espécie de orquídea, família Orchidaceae, da Austrália, onde crescem isoladas ou em grupos esparsos, em charnecas, florestas de eucaliptos, e bosques, esta espécies pertence ao subgênero Stegostyla que se distingue dos outros subgêneros de Caladenia por sua sépala dorsal mais curta que as outras, fortemente côncava, e inclinada sobre a coluna, e pelos calos do labelo de suas flores, bem separados, fortemente clavados, ou seja, com ápices grandes e globulares os basais menores que os distais. São plantas com uma única folha basal pubescente escura e uma inflorescência rija, fina e pubescente, com até cinco flores, com labelo trilobulado de margens denteadas cujos dentes que se parecem com os calos. Suas sépalas laterais e pétalas são similares em forma, tamanho e cor. São maiormente polinizadas por abelhas pequenas.

## Publicação e sinônimos
- Caladenia cucullata Fitzg., Austral. Orch. 1(2): t. 4 (1876).

Sinônimos homotípicos:
- Stegostyla cucullata (Fitzg.) D.L.Jones & M.A.Clem., Orchadian 13: 414 (2001).